# Metasia kurdistanalis
Metasia kurdistanalis là một loài bướm đêm trong họ Crambidae.